# Hug de Montgommery
Hug de Montgommery (entre 1053 i 1059 – Anglesey, 31 de juliol de 1098), fou el segon comte de Shrewsbury, un noble anglo-normand del grup anomenat cambro-normand (els que van colonitzar el país de Gal·les).

## Orígens
Era el segon fill sobrevivent de Roger II de Montgommery († 1094), primer comte de Shrewsbury, i de Mabilla Talvas, senyora de Bellême i Alençon.
El 1074 era a Gal·les on va dirigir una devastadora ràtzia al Ceredigion o Cardiganshire. El 1077, era a Normandia on fou l'únic entre els seus germans a perseguir, en va, als assassins de la seva mare. A la redacció del Domesday Book l'any 1086, tenia la lucrativa distinció de Worfield al Staffordshire a prop de bases de la rereguarda del seu pare al Shropshire. Durant la rebel·lió de 1088, és possible que fos present a Rochester amb els seus germans.

## Govern
A la mort del seu pare l'any 1094, a la manera típica de la primera generació post-conquesta, va heretar la majoria de les terres angleses i gal·leses del seu pare, mentre que el seu germà gran, Robert II de Bellême, va heretar les possessions continentals. Va succeir al pare com a comte de Shrewsbury el juliol de 1094.
Va passar els quatre anys que fou comte, en combat a les fronteres de Gal·les contra els gal·lesos. El 1094, va haver d'enfrontar el resorgiment de la rebel·lió dels gal·lesos del centre del principat que va seguir la mort de Rhys ap Tewdwr. L'any següent, els ga·lesos es van apoderar del castell de Montgommery i en van massacrar la guarnició. Segons Orderic Vital, va estar implicat en la conspiració contra Guillem II d'Anglaterra dit Guillem el Roig, el 1095, organitzada per Robert de Montbray. Sempre segons Vital, el rei el va perdonar amb una multa de tres mil £.
A l'estiu de 1098, va ajuntar les seves forces a les d'Hug d'Avranches, primer comte de Chester, amb la finalitat de reprendre l'illa d'Anglesey, que el comte de Chester havia perdut en la revolta gal·lesa de 1094. Quan les seves tropes s'havien imposat als seus adversaris, va morir a l'enfrontament que va seguir la inesperada arribada per mar del rei Magnus III de Noruega (conegut per Magnus dels Peus Nus), prop del final oriental del canal de Menai. Segons Joan de Worcester, la fletxa que el va matar va ser tirada pel mateix rei Magnus. Segons Orderic Vital, fou el germà del rei que la hi hauria traspassat a la platja amb una llança. El seu cos va caure a la mar, i les seves tropes van tenir greus problemes per recuperar el cadàver.
Joan de Worcester menciona en les seves cròniques, que els dos comtes (Hug de Montgommery i Hug d'Avranches) foren valents, però particularment cruels, enucleant, tallant les mans o els peus, castrant els enemics que capturaven. Florenci de Worcester narra les tortures infligides a un sacerdot gal·lès, i considera que la mort d'Hug una setmana més tard fou com un càstig diví.
Hug no es va arribar a casar, i encara que sigui probable que hagués designat hereu el seu jove germà Arnold de Montgommery, fou el seu germà gran Robert II de Bellême (I de Shrewsbury) qui va entrar en possessió de les seves terres. Aquest últim va pagar tres mil lliures esterlines al rei Guillem el Roig per esdevenir tercer comte de Shrewsbury.
Hug de Montgommery fou enterrat a l'abadia de Shrewsbury, que el seu pare havia fundat. Segons Vital, Hug fou l'únic dels Montgommery digne de ser apreciat.